# KEIRINグランプリ2012
KEIRINグランプリ2012（けいりんぐらんぷり・にせんじゅうに）は、2012年12月30日に京王閣競輪場で行われたKEIRINグランプリの28回目の開催。優勝賞金1億円。

## 出場選手
- 当年12月2日に行われた、第54回朝日新聞社杯競輪祭決勝戦終了後、出場選手が決定された[1][2]。
- 取得賞金順位は当年12月2日時点による。
- 車番については、当年12月19日にグランドプリンスホテル新高輪で行われた、KEIRINグランプリ2012共同記者会見における公開抽選により決定した[3]。
- KEIRINグランプリ初出場は、岡田征陽。

| 車番   | 選手名   | 登録地 | 出場要件事項                                                                      |
| ------ | -------- | ------ | --------------------------------------------------------------------------------- |
| 1      | 武田豊樹 | 茨城   | 第63回高松宮記念杯競輪（函館競輪場）・第54回朝日新聞社杯競輪祭（小倉競輪場） 優勝 |
| 2      | 佐藤友和 | 岩手   | 第21回寬仁親王牌・世界選手権記念トーナメント（弥彦競輪場） 優勝                   |
| 3      | 成田和也 | 福島   | 第65回日本選手権競輪（熊本競輪場） 優勝                                           |
| 4      | 村上義弘 | 京都   | 取得賞金額 第7位                                                                  |
| 5      | 山崎芳仁 | 福島   | 第55回オールスター競輪（前橋競輪場） 優勝                                         |
| 6      | 長塚智広 | 茨城   | 取得賞金額 第4位                                                                  |
| 7      | 岡田征陽 | 東京   | 取得賞金額 第9位                                                                  |
| 8      | 浅井康太 | 三重   | 取得賞金額 第8位                                                                  |
| 9      | 深谷知広 | 愛知   | 取得賞金額 第5位                                                                  |
| 誘導員 | 高橋大作 | 東京   |                                                                                   |

- 補欠選手は脇本雄太（福井）。

## 成績
- 12月30日（日）[4]

| 着順     | 車番 | 選手     | 登録地 | 着差     | 決まり手 | 上がり(秒) | H/B | 特記     |
| -------- | ---- | -------- | ------ | -------- | -------- | ---------- | --- | -------- |
| 1        | 4    | 村上義弘 | 京都   |          | 捲り     | 11.7       |     |          |
| 2        | 3    | 成田和也 | 福島   | タイヤ差 | 差し     | 11.4       |     |          |
| 3        | 8    | 浅井康太 | 三重   | 1/2車輪  |          | 11.6       |     |          |
| 4        | 1    | 武田豊樹 | 茨城   | 1車身1/2 |          | 11.5       |     |          |
| 5        | 6    | 長塚智広 | 茨城   | 3/4車身  |          | 11.4       |     |          |
| 6        | 7    | 岡田征陽 | 東京   | 1車身    |          | 11.4       |     |          |
| 7        | 5    | 山崎芳仁 | 福島   | 3/4車輪  |          | 11.8       |     |          |
| 8        | 9    | 深谷知広 | 愛知   | 5車身    |          | 12.6       | HB  |          |
| 競走棄権 | 2    | 佐藤友和 | 岩手   |          |          |            |     | 事故棄権 |

### 配当金額
| 枠番二連勝複式 | 3=4   | 1280円  |
| 枠番二連勝単式 | 4-3   | 2430円  |
| 車番二連勝複式 | 3=4   | 6450円  |
| 車番二連勝単式 | 4-3   | 14190円 |
| 三連勝複式     | 3=4=8 | 8400円  |
| 三連勝単式     | 4-3-8 | 84800円 |
| ワイド         | 3=4   | 1750円  |
| ワイド         | 4=8   | 650円   |
| ワイド         | 3=8   | 630円   |

### レース概要
赤板通過で佐藤と武田が絡んだ際、退避していた先頭誘導員の後輪に前輪が接触した佐藤が、車体故障（最終的には棄権）。
打鐘まで武田が後方を確認し続けていたところ、深谷が仕掛けて先行。最終バックで深谷の3番手に位置した村上が単騎捲りを放つ。村上後位に浅井がスイッチ。最終3角で失速した山崎の後ろから成田が、切り替えて最終4角から一気に浅井のインまで到達。
最後の直線では、横に三つ巴。村上が内で押し切ってグランプリ初優勝。2着は中央の成田、3着は外の浅井が入った。

## エピソード
- レース当日は雨であり、当レースも雨天の中行われた。レース出走前から外は暗くなっており、ナイター競走のように発走の時点で照明が入れられていた。

- 地上波中継は、「ブラマヨ自転車部」《日本テレビ系列全国ネット》。また一部放送局[注 1]では、CS放送の同時ネットを行った。

- GP単体の売上は50億7515万6700円。目標額の50億円をクリアしたものの前年比で98.6%だった。

- シリーズ全体の目標額は113億円だったが、シリーズ三日間の売り上げは119億0405万0000円と目標を上回った（前年比100.7%）[6]。

### 競走データ
- 当レース優勝の村上の年間獲得賞金額は1億5859万868円となり、自身初の賞金王を確定させた[7]。加えて、2010年に弟の博幸が優勝していることから、史上初となる兄弟KEIRINグランプリ優勝も果たした[8]。